# Сигг, Освальд
Освальд Сигг (нем. Oswald Sigg; род. 18 марта 1944, Цюрих) — швейцарский журналист, вице-канцлер Швейцарии и пресс-секретарь Федерального совета Швейцарии с августа 2005 года по 31 марта 2009 года.

## Биография
Родился 18 марта 1944 года в Цюрихе. Изучал социологию и экономику в университете Санкт-Галлена. Также учился в Париже и Берне.
После окончания университета он работал заместителем пресс-секретаря Федеральной канцелярии с 1975 по 1980 год, затем пресс-секретарём министерства финансов, министерства обороны, гражданской защиты и спорта и министерства окружающей среды, транспорта, энергетики и коммуникаций. Сигг некоторое время являлся главным редактором в Швейцарском телеграфном агентстве и был представителем руководства Швейцарской радиовещательной корпорации в 1991—1997 годах.
Он был одним из руководителей народной инициативы за безусловный базовый доход, вынесенной на всенародное голосование в 2016 году. С 1973 года Сигг является членом Социал-демократической партии Швейцарии.